# Barbara Blatter
Barbara Blatter (Wattwil, 22 de diciembre de 1970) es una deportista suiza que compitió en ciclismo de montaña en la disciplina de campo a través.
Participó en dos Juegos Olímpicos de Verano, en los años 2000 y 2004, obteniendo una medalla de plata en Sídney 2000, en la prueba de campo a través.
Ganó tres medallas de plata en el Campeonato Mundial de Ciclismo de Montaña entre los años 2000 y 2004, y tres medallas en el Campeonato Europeo de Ciclismo de Montaña entre los años 1999 y 2003.

## Medallero internacional
| Juegos Olímpicos   | Juegos Olímpicos        | Juegos Olímpicos | Juegos Olímpicos           |
| Año                | Lugar                   | Medalla          | Competición                |
| ------------------ | ----------------------- | ---------------- | -------------------------- |
| 2000               | Sídney (Australia)      | Medalla de plata | Campo a través             |
| Campeonato Mundial |                         |                  |                            |
| Año                | Lugar                   | Medalla          | Competición                |
| 2000               | Sierra Nevada (España)  | Medalla de plata | Campo a través por relevos |
| 2003               | Lugano (Suiza)          | Medalla de plata | Campo a través por relevos |
| 2004               | Les Gets (Francia)      | Medalla de plata | Campo a través por relevos |
| Campeonato Europeo |                         |                  |                            |
| Año                | Lugar                   | Medalla          | Competición                |
| 1999               | Porto de Mós (Portugal) | Medalla de plata | Campo a través             |
| 2002               | Zúrich (Suiza)          | Medalla de plata | Campo a través por relevos |
| 2003               | Graz (Austria)          | Medalla de oro   | Campo a través por relevos |